# 도고쿠 국가론
도고쿠 국가론(일본어: 東国国家論, 복수국가론이라고도)은 일본의 역사학자 사토 신이치(佐藤進一)가 제창한 일본의 중세 국가 체제에 관한 학설이다.
구로다 도시오(黒田俊雄)의 권문체제론(権門体制論)과 대비되어, 나란히 일본 중세 국가론의 출발점으로 평가받고 있다.

## 개요
도고쿠(東国)는 동일본 지역을 가리키는 말로, 일본 가마쿠라 막부(鎌倉幕府)를 도고쿠에 있어 서쪽의 조정(朝廷)과는 독립된 독자적인 특질을 가진 또 하나의 별개의 중세 국가로 보고 교토 및 서일본을 중심으로 하는 '왕조 국가'(王朝国家)와 가마쿠라 막부를 중심으로 하는 '도고쿠 국가'가 「상호 규정적인 관계를 토대로 각각의 길을 따로 열어갔다」(相互規定的関係をもって、それぞれの道を切り開いた)는 것이다. 나아가 도고쿠 국가는 싯켄 호조 도키요리(北条時頼)가 친왕 쇼군(親王将軍)을 맞이한 이후 서일본으로부터의 상호 불간섭과 자립을 지향하게 되었다(이를 특별히 도고쿠 독립국가론東国独立国家論이라고도 한다).
사토 신이치의 주장을 요약하면 ① 고대 율령 국가 해체 후에 등장한 국가는 '왕조 국가'로서 일본 중세 국가의 조형(祖型)이다. ② 12세기 말 동국에서 일어난 가마쿠라 막부는 독자적인 특질을 가진 또 하나의 중세 국가다. ③ 왕조 국가와 가마쿠라 막부는 상호 규정적 관계를 갖고 각각의 길을 개척해 나갔다는 것이다.
사토는 고대 국가를 율령 국가로 규정하고 그 특질을 천황과 태정관(太政官) 사이의 권한 분담 관장에서 찾았다. 사토에 따르면 율령제에서 천황의 뜻이 담긴 문서는 결코 홀로 발포할 수 없어 태정관부(太政官符)를 첨부하든가, 태정관부를 인용하는 형태로 반포되어 서로 상호 협조 체제를 이루었다. 그러나 8세기 말 헤이안쿄로 천도한 이후에는 태정관 중심의 중앙 기구도 재편되어 새로 설치된 구로도(藏人)와 게비이시(檢非違使)가 보다 중요한 역할을 수행하게 된다. 구로도는 조선의 승정원과 같이 왕명을 출납하는 비서로서 천황과 태정관을 연결하는 핵심 역할을 수행했고, 나중에는 천황가의 재정과 관련한 경제적 기능도 담당했다. 게비이시는 경찰· 치안 활동을 통해 범죄 행위를 색출하고 이후 ‘추금추고’(追禁推拷) 즉 범죄인의 수색∙ 구금∙ 고문)할 수 있는 강력한 관직으로 발전했다. 둘 다 원래 율령에 없던 영외관(令外官)이자 천황 직속의 관직으로 태정관의 지휘를 받지 않았다. 그 후 10세기에 이르면 엔기(延喜)의 장원정리령(902년)을 경계로 하여 율령 정부의 지방 지배도 태정관(중앙정부)이 직접 지배하는 방식에서 고쿠시에게 위탁하는 방식으로 대폭 수정된다. 이를 통칭 왕조 국가라 한다.
그런데 율령 국가가 왕조 국가로 전환하면서 국가 편성 원리에도 큰 변화가 나타났다. 바로 특정 씨족이 특정 관직 및 관청을 세습적으로 취임하고 세습적으로 운영하는 현상이다. 사토 신이치는 이를 관사청부제(官司請負制)라 명명하였는데, 특정 관직(職)과 특정 이에(家)가 결합하면서 나타난 현상이었다. 가령 대대로 산도(算道: 수학· 계산)의 업무를 담당했던 오즈키 씨(小槻氏)는 변관국(弁官局)의 대∙ 소사(大 · 少史)의 관직을 역임했다. 변관국이란 태정관이 결정한 사항을 해당 실무 담당 부서(八省)에 전달하는 핵심 부서로서 좌변관과 우변관으로 구성되었다. 이 중 좌변관은 대변(大弁) ∙ 중변(中弁) ∙ 소변(少弁) 각 1인, 대사∙ 소사 각 2인, 사생(史生) 10인, 관장(官掌) 2인 등으로 구성된다. 오즈키 씨의 직계 자손은 모두 핵심 실무 관직인 좌대사(左大史)에 올라 변관국을 독점했다.
이와 비슷한 사례가 태정관 외기국(外記局) 소속의 기요하라(淸原) ∙ 나카하라 씨(中原氏)다. 9세기에 들어와 구로도도코로가 설치되면서 외기국 소납언(少納言)의 천황 비서 기능은 점차 약화되고, 외기국은 대소외기(大 ∙ 少外記)와 인사 관리 기능을 중심으로 재편된다. 이 과정에서 기요하라∙ 나카하라 씨가 대외기의 수장직을 맡았다. 10~11세기에 이르러 기요하라· 나카하라 씨는 인사 관리의 국정 관계 문서를 처리하는 외기국의 실무를 전담하기에 이른다. 이처럼 12세기 초반이 되면 특정 씨족이 특정 관사(官司)의 일을 청부하고 관사 운영을 가업화(家業化)하는 현상이 뚜렷해진다.
고대 율령 국가가 중세 왕조 국가로 전환된 반세기 후에는 영주무사층(領主武士層)을 중심으로 (사토 신이치가 명명한 개념의) 도고쿠 국가 즉 가마쿠라 막부가 성립하게 되는데, 이 가마쿠라 막부도 왕조 국가처럼 관사청부제를 국가 편성의 핵심 원리로 삼았다. 여기서 미나모토노 요리토모가 왕조로부터 받은 제국 수호권(諸國守護權)을 사토 신이치는 일본 66개 구니(國)의 총슈고(總守護), 총지토직(總地頭職)으로 파악한다. 그에 따르면 이는 치안경찰 업무의 독점적 청부권으로서 이 역시 일종의 관사청부제였다. 물론 그 대상이 보다 광범위하고 포괄적이며 전국적이란 점, 주종제의 영향으로 직무의 통합 경향이 강했다는 점에서는 왕조 국가와 달랐지만, 특정 씨족이 특정 관직을 독점한다는 관사청부제의 핵심 원리는 동일하게 관철되고 있었다.
사토 신이치 설의 핵심은 일본 중세 국가를 왕조 국가와 가마쿠라 막부(도고쿠 국가)의 병존으로 보고 내부적으로 관사청부제라는 동일한 편성 원리가 통용되고 있음을 지적한 점에 있다. 그 결과 무사의 성장과 귀족의 몰락이란 단선적인 구조의 기존 재지영주제론의 약점을 극복할 수 있었다.

## 학설사
1950년대 제기되었던 이시모다 쇼나 나가하라 게이지 등의 재지영주제론은 가마쿠라 막부를 봉건 국가의 형성 과정으로 보고 일본 중세를 '고대적 권력' 공가 정권과 '중세적' 가마쿠라 막부가 병존하는 이중 정권의 시대로 이해하였다. 1960년대에는 중세 국가론이 사실상 막부론에 불과하다는 반성에서 가마쿠라 막부와 공가 정권 전체가 민중을 지배하는 국가 기구의 실체를 추구하게 되었다.
사토 신이치는 가마쿠라 막부의 특질을 도고쿠를 기반으로 한 자립성에서 찾았다. 그는 『신일본사강좌 봉건시대 전기』(新日本史講座 封建時代前期)의 「막부론」(幕府論)(주오 공론사, 1949년)에서 주에이 2년 10월 선지(寿永二年十月宣旨)라는 문서를 획득하고부터 미나모토노 요리토모(源頼朝)가 조정으로부터 '도고쿠 행정권'을 부여받은 하나의 국가적인 존재(도고쿠 국가)가 성립되었다고 주장하였고, 가마쿠라 막부를 하나의 국가로 규정한다.
사토는 이는 “도카이(東海) · 도산(東山) 제국(諸國)의 연공, 신사· 불사(佛寺) 및 왕신가령 장원은 원래대로 영가에 환부해야 한다는 선지가 내려졌다. 요리토모의 주청에 의한다”(『百練抄』 壽永 2年 10月 14日條)와 “전일 선지에서 말하길, 도카이· 도산도 등의 장공(庄公)에 복종하지 않는 무리가 있으면 요리토모에게 알려 처리해야 한다고 한다”(『玉葉』 壽永 2年 閏10月 22日條)고 하는 문서를 조정에게서 획득(이른바 ‘도고쿠 행정권’)함으로써 가능했다고 해석하였다.
그러다 1963년 구로다 토시오가 권문체제론을 제창하여 두 국가 등이 아니라 공가와 무가가 대립하면서도 단일국가를 조직하고 있었다는 것을 강조하고, 상호 의존하고 보완하는 관계로서 양자간 '조정자'으로서의 군주인 왕가 즉 천황을 근저로 통합되어 있었다고 했다. 이 권문체제론의 영향을 받으면서도 재지영주제론을 새롭게 발전시킨 연구가 사토 신이치의 도고쿠 국가론이다.
사토 신이치는 당초 가마쿠라 막부='도고쿠 정권'론을 피력하면서도 권문체제론의 주장을 강하게 의식하면서 가마쿠라 막부를 단순한 '자립적인 정권'이 아니라 교토 및 서일본의 '왕조 국가'와 더불어 양립했던 또 다른 하나의 '도고쿠 국가'라고 주장하기에 이르렀다.
이러한 사토 신이치의 주장은 막부의 세력이 전국에 미쳤다고는 하지만 강력한 실질적 지배는 도고쿠에 그친 것으로 보는 견해이며, 가마쿠라 막부 지배권의 본질을 전국이 아니라 도고쿠에 한정한 점은 가마쿠라 막부를 여러 권문 중의 하나로 보았던 구로다 도시오의 권문체제론과 인식을 같이한다.
이에 대하여 도고쿠 국가론을 세운 이시이 스스무(石井進)는 다카야나기 미쓰토시(高柳光寿)의 논을 답습하면서 중세 일본에 단일한 국가 기구를 상정할 수 있는가, 라는 비판을 전개하였다.
1977년에는 야마모토 히로나리(山本博也)가 가마쿠라 막부가 조정에 대한 불간섭주의를 펼쳤음을 주장하였다. 이에 사토는 이 설을 받아 들여서 1983년에 『日本の中世国家』에서 이를 제창하였다.
사토 신이치가 말하는 것처럼 가마쿠라 막부를 독립된 '국가'로 이해할 수 있는가, 또 관사청부제 같은 '가업'의 논리만으로 왕조 국가의 국제를 특징화할 수 있는 것인가에 대한 의문이 제기되었다. 왕조 국가나 가마쿠라 막부나 '관사청부제'라는 특정 씨족 중심의 운영 체제라면, 그래서 이러한 사적인 가정 기관을 초월하는 '국제'가 존립할 여지가 없다면 과연 이를 '국가'라고 부를 수 있는 것인가, 오히려 중세에는 '국가'란 존재하지 않았다는 무국가론이나 국가가 아니라 '권문'으로 보는 권문체제론이 보다 당시의 실상에 좀 더 가까운 것이 아닌가 라는 것이다.
주에이 2년 10월 선지에 대하여 우와요코테 마사다카(上横手雅敬)는 미나모토노 요리토모가 봉기의 기치를 올린 지쇼(治承) 4년(1180년) 말에 일단 사토가 제시한 개념과 같은 '도고쿠 국가'가 수립되었던 것이 주에이 2년 10월 선지를 통해 오히려 도고쿠 국가가 성립된 것이 아니라 소멸하여 공가 중심의 기존 '왕조 국가' 체제에 흡수된 것으로 보았다. 물론 우와요코테도 가마쿠라 막부가 권문 이상의 자립성을 갖고 있었고 그 자립성은 도고쿠에만 국한된 것이 아닌 전국적인 것으로 보면서도 '국가'라는 단어는 피하였다.
이후 도시를 거점으로 교역 관계와 역신(疫神) 진무(鎮撫)에 착안한 고미 후미히코(五味文彦)의 두 개의 왕권론(二つの王権論) 등 권문체제론을 비판하면서 도고쿠 왕권의 적극적인 관련을 지적하는 견해도 등장하였다.
중세를 통괄해 보기 위한 국가 모델로서는, 권문체제론과 두 개의 왕권론이 일본 학계에서 유력시되고 있으며, 서로 우열을 가릴 수가 없다.

## 권문체제론과의 비교
아미노 요시히코는 권문체제론과 도고쿠 국가론을 두고 '도고쿠의 독자성'을 주장하는 사가(史家)'와 '일본국 의식'을 강조하는 사가가 있다고 양자를 대립적으로 파악했지만 사토나 구로다나 모두 따지고 보면 일본 중세 국가를 보는 관점에는 유사점이 많다. 도고쿠 국가론에서 '관사청부제'를 지적하고 관사 운영을 각 씨족의 '가업'이란 측면에 중점을 두었다면, 권문체제론은 국정 집행을 여러 '권문'의 권한 분담 관장으로 본다. 전자는 중세 국가의 국정 운영을 특정 씨족, 후자는 권문이란 사적(私的) 운영에 초점을 두고 모두 국가의 '공권적' 측면이 아닌 '사적' 측면을 중세 국가의 핵심 원리로 파악한다는 점에서 두 론은 사실상 공통점을 갖고 있다. 또 이 사적 측면을 확장시켜 분권성(원심력)을 강조하면 중세 무국가론으로 이어지지만, 권문체제론과 도고쿠 국가론 모두 당시 막부와 조정의 관계를 중시하여 중앙 중심의 일정한 구심력을 강조하는 편이다.
다카하시 노리유키(高橋典幸)는 도고쿠라는 독자적인 '지역 공간'의 확립을 중시하는 도고쿠 국가론이나 치안· 경찰 기능이라는 막부의 '직능'을 중시하는 권문체제론이나 실제로는 양자 모두 조정과 관련지어 이해하는 점에서 공통점이 있다고 지적한다.